# وشن دو جس
وشن دو جس (به لاتین: Vața de Jos) یک سکونتگاه مسکونی در رومانی است که در شهرستان هوندوارا واقع شده‌است.

## خصوصیات
وشن دو جس ۴٬۲۹۳ نفر جمعیت دارد.